# Шуман, Маргит
Маргит Шуман (нем. Margit Schumann; 14 сентября 1952, Вальтерсхаузен, ГДР — 11 апреля 2017, Оберхоф, Тюрингия, ФРГ) — немецкая саночница, выступавшая за сборную ГДР в конце 1960-х — начале 1980-х годов. Победительница зимних Олимпийских игр в Инсбруке (1976).

## Спортивная карьера
Начала заниматься санным спортом на трассе во Фридрихроде в 1966 году. После пяти лет тренировок в 1971 году она вошла в юношескую сборную ГДР, в её составе неожиданно для специалистов завоевала титул чемпионки Европы.
Принимала участие в трёх зимних Олимпийских играх и выиграла две медали, бронзовую на играх 1972 года в Саппоро и золотую на играх 1976 года в Инсбруке — обе в программе женских одиночных заездов. На играх 1980 года в Лейк-Плэсиде заняла шестое место, после чего приняла решение о завершении карьеры профессиональной спортсменки.

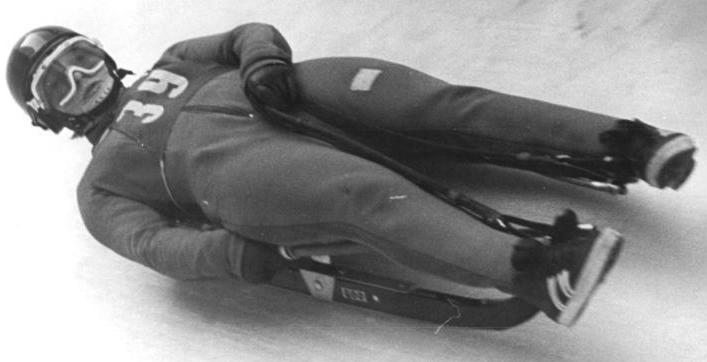

Являлась обладательницей четырёх золотых медалей чемпионатов мира, выигранных подряд (1973-75, 1977) — за всю историю санного спорта ни одной другой саночнице не удавалось достичь того же результата (четырёхкратной чемпионкой мира в программе женских одиночных заездов является также её соотечественница Зильке Отто, но она свои победы одерживала с перерывом в один чемпионат). Кроме того, пять раз становилась призёром чемпионатов Европы, в том числе трижды была первой (1973—1975), один раз второй (1977) и один раз третьей (1979).
По завершении спортивной карьеры окончила Немецкий университет физической культуры. Работала младшим тренером в Оберхофе в качестве младшего тренера, затем стала селекционером в сборной ГДР. Имела звание майора Национальной народной армии. После объединения Германии являлся специалистом по персоналу в группе спортивного продвижения бундесвера в Оберхофе, затем была переведена в звании капитан на должность специалиста психологической службы в округе Целла-Мелис.
В 2004 году была введена в Зал славы Международной федерации санного спорта. Наравне с Паулем Хильдгартнером и Клаусом Бонзаком, была первой удостоена звания величайшей саночницы всех времён.

## Личная жизнь
С 2005 года была замужем за Харро Эсмарком (1930—2014), многолетним пресс-атташе Международной федерации санного спорта. После его смерти заключила гражданский брак с Йозефом Фендтом, рыночным управляющим из городка Берхтесгаден.

## Награды и звания
Орден «За заслуги перед Отечеством» 2-й степени (1976)